# Androtrichum trigynum
Androtrichum trigynum är en halvgräsart som först beskrevs av Spreng., och fick sitt nu gällande namn av Hans Heinrich Pfeiffer. Androtrichum trigynum ingår i släktet Androtrichum och familjen halvgräs. Inga underarter finns listade i Catalogue of Life.